# 4 x 400 meter stafett för damer i friidrott vid olympiska sommarspelen 1972
4 x 400 meter för damer vid olympiska sommarspelen 1972 i München avgjordes 9-10 september. 

## Medaljörer
| Gren          | Guld                                                                     | Guld    | Silver                                                                      | Silver  | Brons                                                                       | Brons   |
| 4 x 400 meter | Östtyskland · Dagmar Käsling · Rita Kühne · Helga Seidler · Monika Zehrt | 3.22,95 | USA · Mable Fergerson · Madeline Manning · Cheryl Toussaint · Kathy Hammond | 3.25,15 | Västtyskland · Anette Rückes · Inge Bödding · Hildegard Falck · Rita Wilden | 3.26,51 |

## Resultat

### Heat

#### Heat ett
| Placering | Namn          | Nationalitet                                                                    | Tid    |
| --------- | ------------- | ------------------------------------------------------------------------------- | ------ |
| 1.        | Västtyskland  | • Anette Rückes • Inge Bödding • Hildegard Falck • Rita Wilden                  | 3.29,3 |
| 2.        | Frankrike     | • Martine Duvivier • Colette Besson • Bernadette Martin • Nicole Duclos         | 3.30,0 |
| 3.        | Sovjetunionen | • Lubov Runtso • Olga Sirovatskaja • Natalja Tjistjakova • Nadezjda Kolesnikova | 3.30,2 |
| 4.        | Finland       | • Marika Eklund • Pirjo Wilmi • Tuula Rautanen • Mona-Lisa Strandvall           | 3.30,8 |
| 5         | Kuba          | • Asuncion Acosta • Carol Cummings • Jacquel Pusey • Ruth Simpson               | 3.32,4 |
| 6.        | Sverige       | • Charlotta Malmstrom • Elisabeth Randerz • Ann Larsson • Karin Lundgren        | 3.32,6 |
| 7.        | Barbados      | • Lorna Forde • Barbara Bishop • Marcia Trotman • Heather Gooding               | 3.44,5 |

#### Heat två
| Placering | Namn           | Nationalitet                                                                    | Tid     |
| --------- | -------------- | ------------------------------------------------------------------------------- | ------- |
| 1.        | Östtyskland    | • Dagmar Käsling • Rita Kühne • Helga Seidler • Monika Zehrt                    | 3.28,5  |
| 2.        | USA            | • Mable Fergerson • Madeline Manning • Cheryl Toussaint • Kathy Hammond         | 3.28,6  |
| 3.        | Australien     | • Alison Ross-Edwards • Raelene Boyle • Cheryl Peasley • Charlene Rendina       | 3.30,0  |
| 4.        | Storbritannien | • Janet Simpson • Verona Bernard • Jannette Roscoe • Rosemary Stirling          | 3.30,1  |
| 5.        | Jamaica        | • Ruth Williams • Una Morris • Rosie Allwood • Yvonne Saunders                  | 3.31,98 |
| 6.        | Österrike      | • Christiane Casapicola • Helga Kapfer • Gerlinde Massing • Karoline K¤fer      | 3.42,2  |
| —         | Polen          | • Bozena Zientarska • Krystyna Kacperczyk • Elzbieta Skowronska • Danuta Piecyk | DSQ     |

### Final
| Placering | Namn           | Nationalitet                                                                    | Tid          |
| --------- | -------------- | ------------------------------------------------------------------------------- | ------------ |
|           | Östtyskland    | • Dagmar Käsling • Rita Kühne • Helga Seidler • Monika Zehrt                    | 3:22,95 (WR) |
|           | USA            | • Mable Fergerson • Madeline Manning • Cheryl Toussaint • Kathy Hammond         | 3:25,15      |
|           | Västtyskland   | • Anette Rückes • Inge Bödding • Hildegard Falck • Rita Wilden                  | 3:26,51      |
| 4.        | Frankrike      | • Martine Duvivier • Colette Besson • Bernadette Martin • Nicole Duclos         | 3:27,5       |
| 5.        | Storbritannien | • Verona Bernard • Janet Simpson • Jannette Roscoe • Rosemary Stirling          | 3:28,7       |
| 6.        | Australien     | • Alison Ross-Edwards • Raelene Boyle • Cheryl Peasley • Charlene Rendina       | 3:28,8       |
| 7.        | Finland        | • Marika Eklund • Pirjo Wilmi • Tuula Rautanen • Mona-Lisa Strandvall           | 3:29,4       |
| 8.        | Sovjetunionen  | • Lubov Runtso • Olga Sirovatskaja • Natalja Tjistjakova • Nadezjda Kolesnikova | 3:31,9       |

Key:  DNF = Did not finish (fullföljde inte)
 * Wind assisted